# Cvetojevac
Cvetojevac (en serbe cyrillique : Цветојевац) est un village de Serbie situé dans la municipalité d’Aerodrom (Kragujevac), district de Šumadija. Au recensement de 2011, il comptait 833 habitants.

## Démographie

### Évolution historique de la population
| 1948 | 1953 | 1961 | 1971 | 1981 | 1991 | 2002 | 2011 |
| ---- | ---- | ---- | ---- | ---- | ---- | ---- | ---- |
| 762  | 772  | 743  | 695  | 692  | 776  | 719  | 833  |

|  |